# Belleterre
Belleterre es una localidad con el estatus de ciudad en la provincia de Quebec, Canadá. Está ubicada en el municipio regional de condado de Témiscamingue y a su vez, en la región administrativa de Abitibi-Témiscamingue. Hace parte de las circunscripciones electorales de Rouyn-Noranda - Témiscamingue a nivel provincial y de Abitibi-Temiscamingue a nivel federal.

## Geografía
Belleterre se encuentra ubicada en las coordenadas 47°23′00″N 78°42′00″O / 47.38333, -78.70000. Según Statistics Canada, tiene una superficie total de 551.29 km² y es una de las 1135 municipalidades en las que está dividido administrativamente el territorio de la provincia de Quebec.

## Demografía
Según el censo de 2011, había 298 personas residiendo en esta localidad con una densidad poblacional de 0.5 hab./km². Los datos del censo mostraron que de las 350 personas en 2006, en 2011 el cambio poblacional fue una disminución de 52 habitantes (-14.9%). El número total de inmuebles particulares resultó de 212 con una densidad de 0.38 inmuebles por km². El número total de viviendas particulares que se encontraban ocupadas por residentes habituales fue de 135.